# Андре Шорда
Андре Шорда (фр. André Chorda, нар. 20 лютого 1938, Шарлеваль — пом. 18 червня 1998, Ніцца) — французький футболіст, що грав на позиції захисника.
Виступав за клуби «Ніцца» та «Бордо», а також національну збірну Франції.

## Клубна кар'єра
У дорослому футболі дебютував 1957 року виступами за команду клубу «Ніцца», в якій провів п'ять сезонів, взявши участь у 133 матчах чемпіонату.  Більшість часу, проведеного у складі «Ніцци», був основним гравцем захисту команди.
Своєю грою за цю команду привернув увагу представників тренерського штабу клубу «Бордо», до складу якого приєднався 1962 року. Відіграв за команду з Бордо наступні сім сезонів своєї ігрової кар'єри. Граючи у складі «Бордо» також здебільшого виходив на поле в основному складі команди.
1969 року повернувся до клубу «Ніцца», за який відіграв ще 5 сезонів. Тренерським штабом нового клубу також розглядався як гравець «основи». Завершив професійну кар'єру футболіста виступами за команду «Ніцца» у 1974 році.
Помер 18 червня 1998 року на 61-му році життя у місті Ніцца.

## Виступи за збірну
1960 року дебютував в офіційних матчах у складі національної збірної Франції. Протягом кар'єри у національній команді, яка тривала 7 років, провів у формі головної команди країни 24 матчі.
У складі збірної був учасником чемпіонату Європи 1960 року у Франції, а також чемпіонату світу 1966 року в Англії.

## Титули і досягнення
- Чемпіон Франції (1):

«Ніцца»: 1958-59
- Володар Суперкубка Франції (1):

«Ніцца»: 1970